# کاپشوار
کاپُشوار (به مجاری: Kaposvár) مرکز استان شومودی در کشور مجارستان واقع شده‌است. جمعیت این شهر ۶۷٬۷۴۶ نفر است.

## نگارخانه

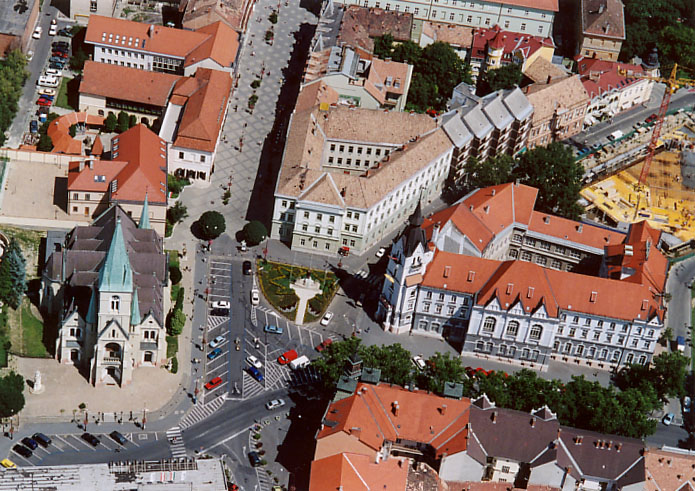
مرکز شهر
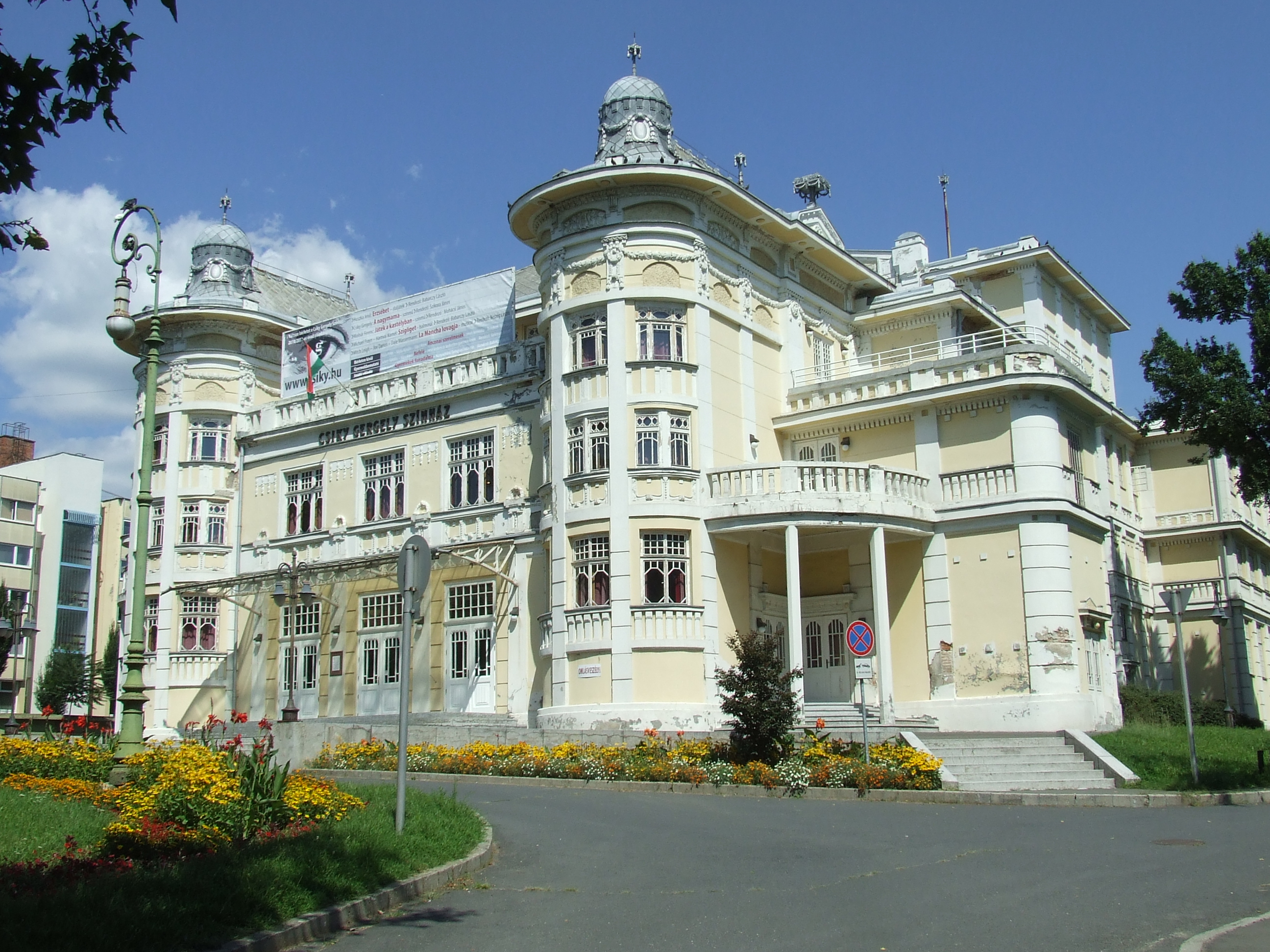
تئاتر چیکی گِرگِی
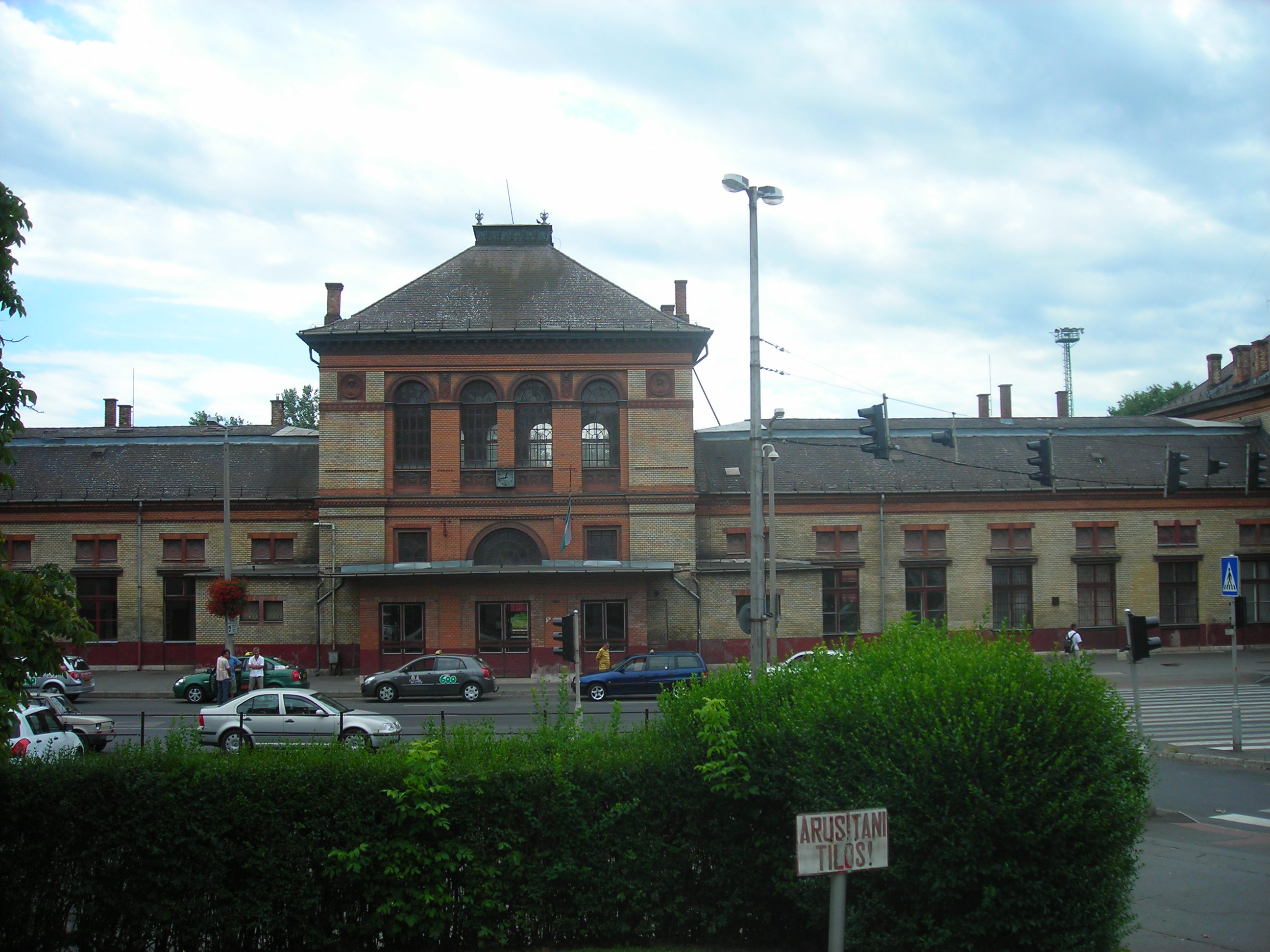
ایستگاه قطار
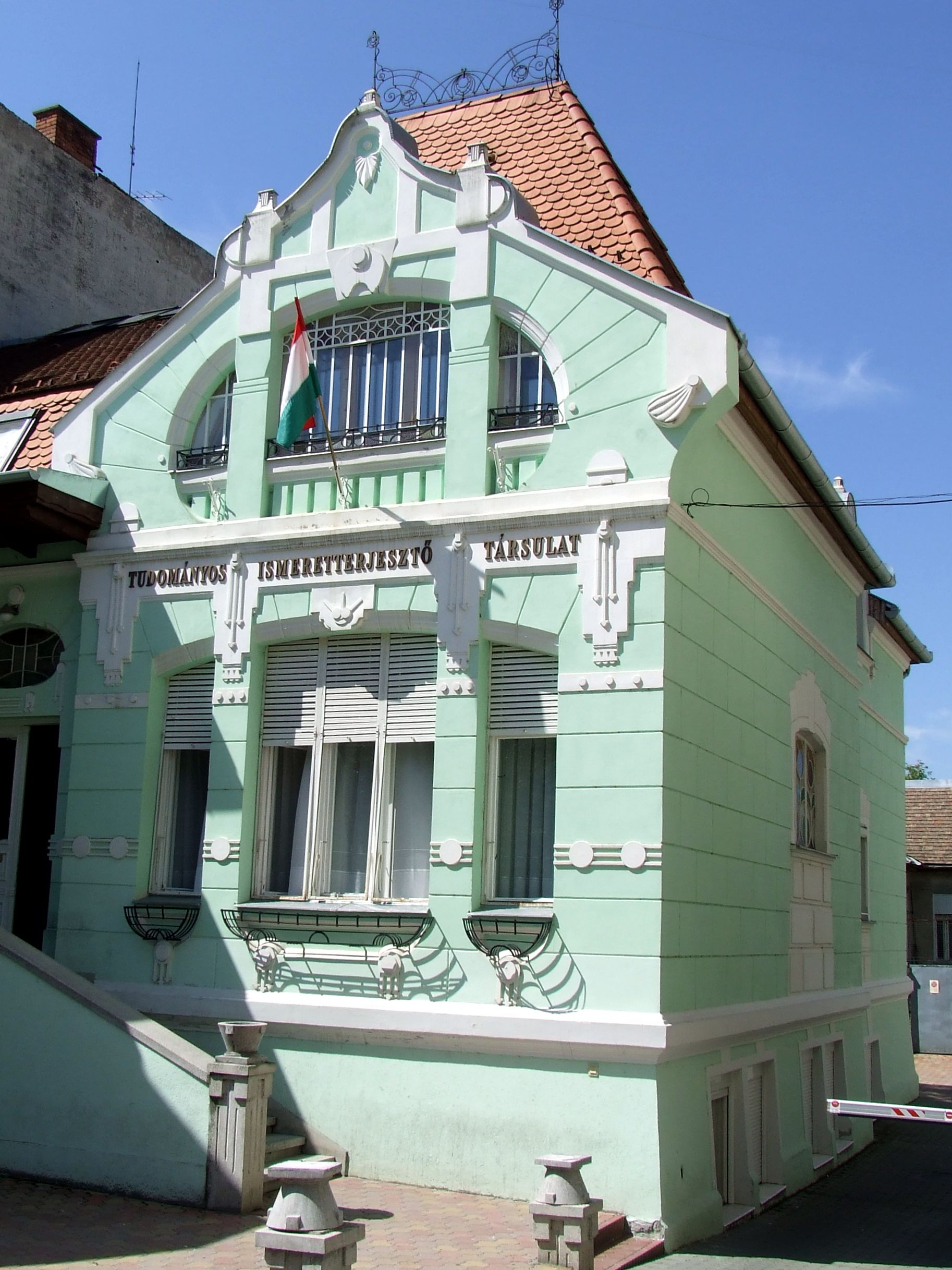
انجمن دانش علمی مجارستان
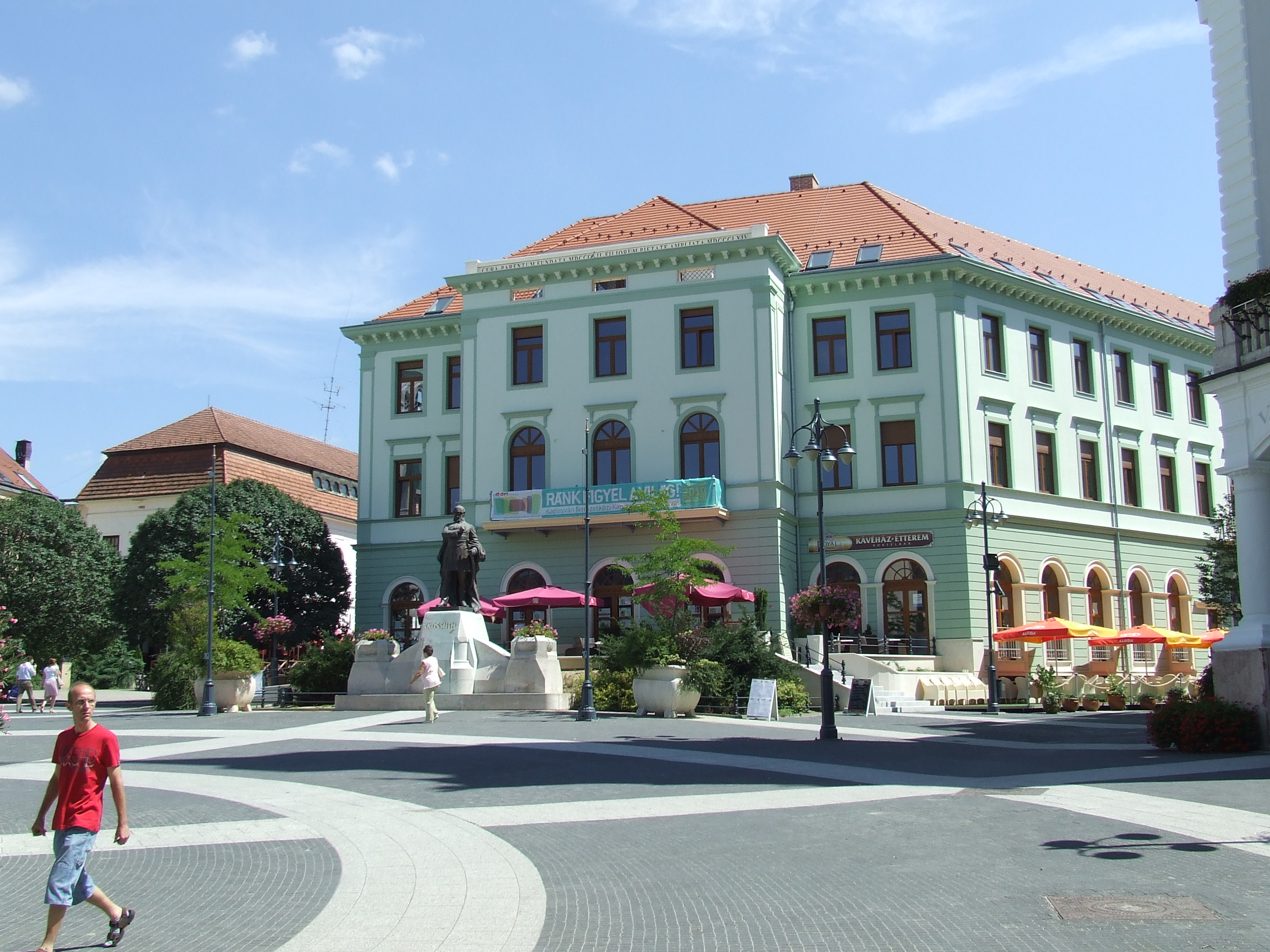
کاخ ادارهٔ مالی قدیم کاپشوار
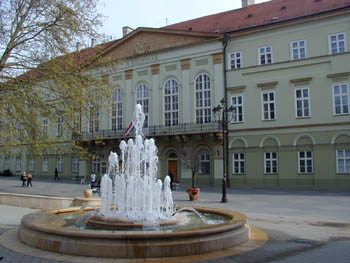
ساختمان شورای شهرستان شومودی و موزهٔ ریپل-رونایی
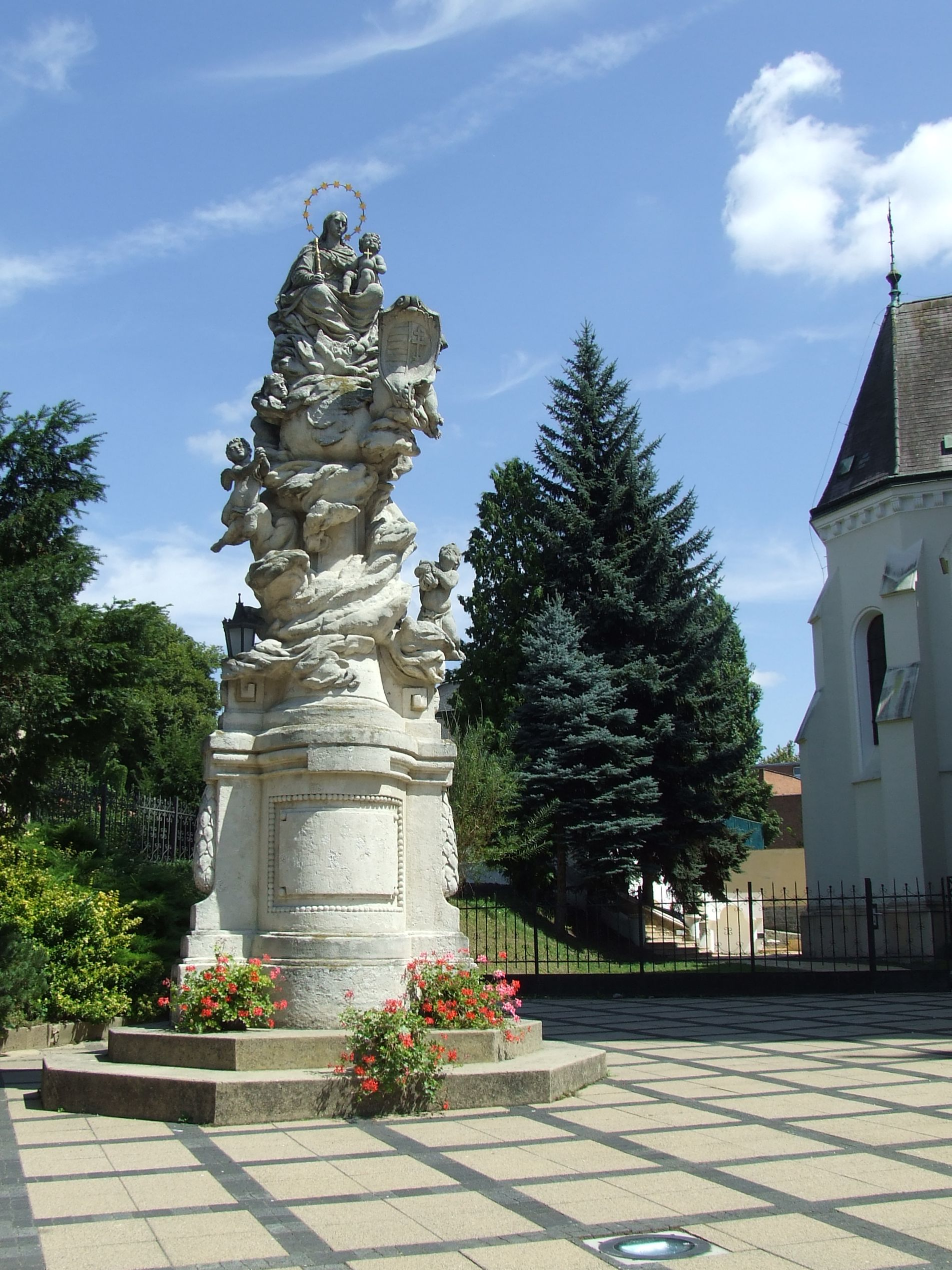
ستون سنگی (روکوکو) ماریا، سمبل کاپشوار
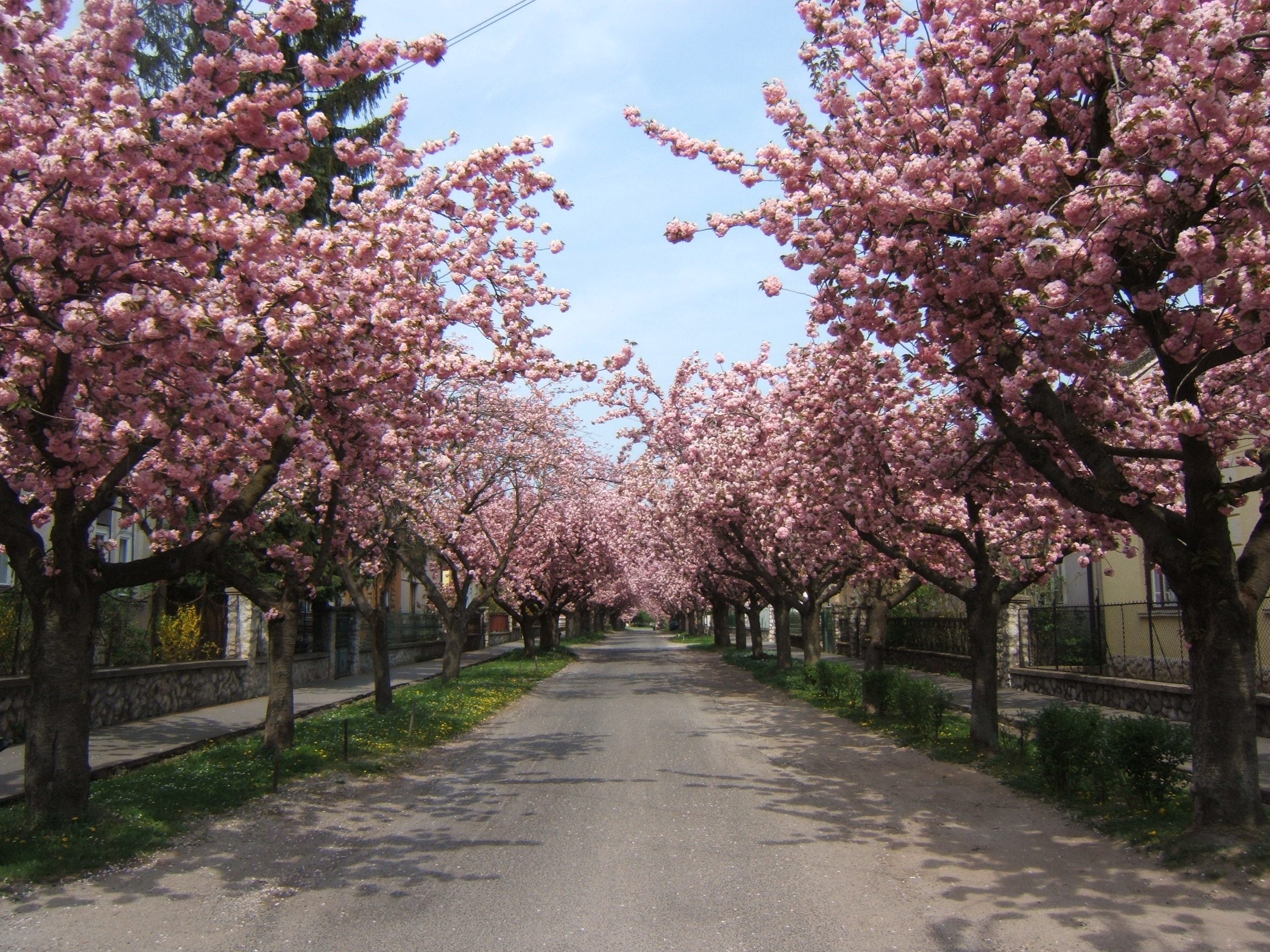
خیابان Temesvár
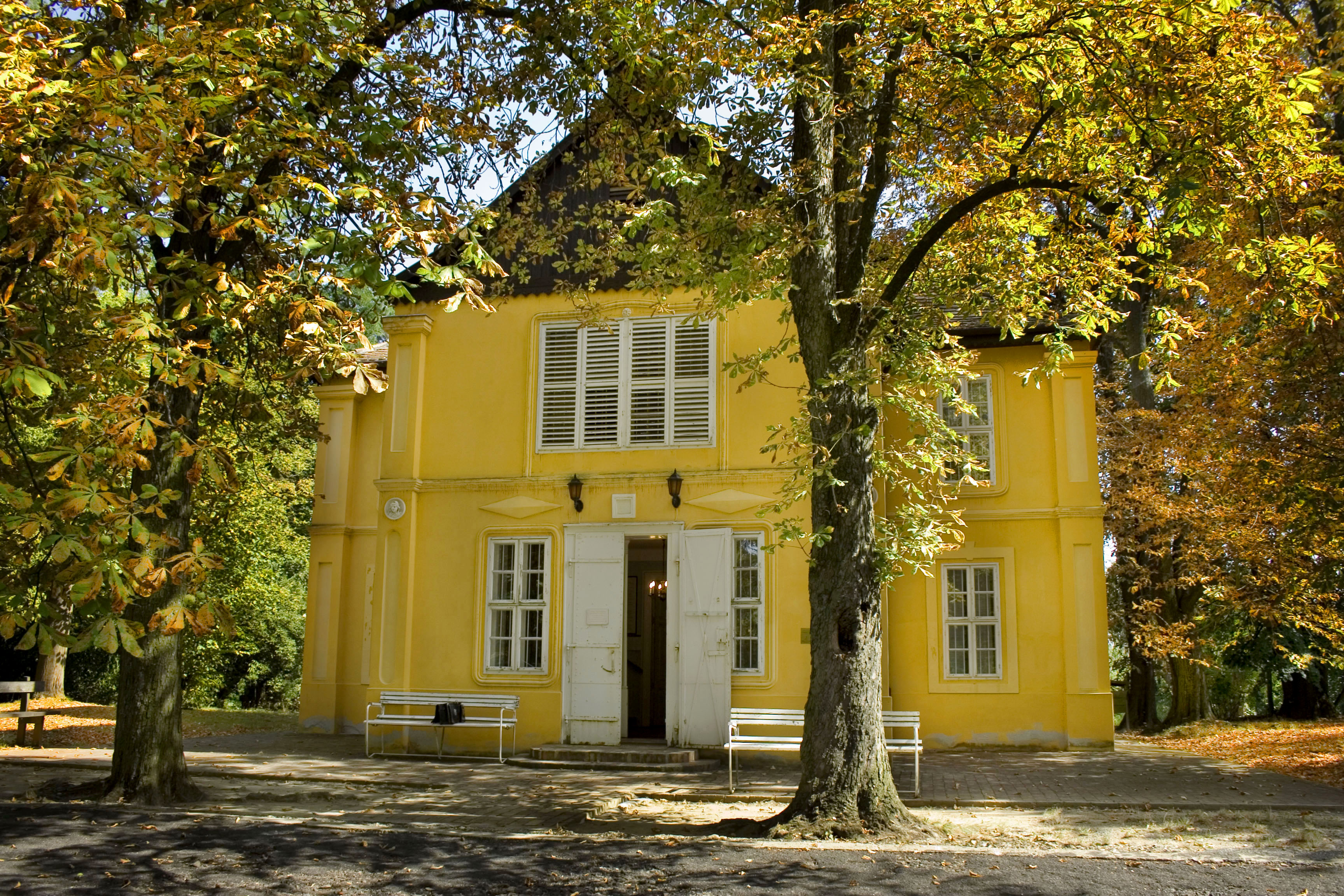
خانهٔ یوژف ریپل-رونایی
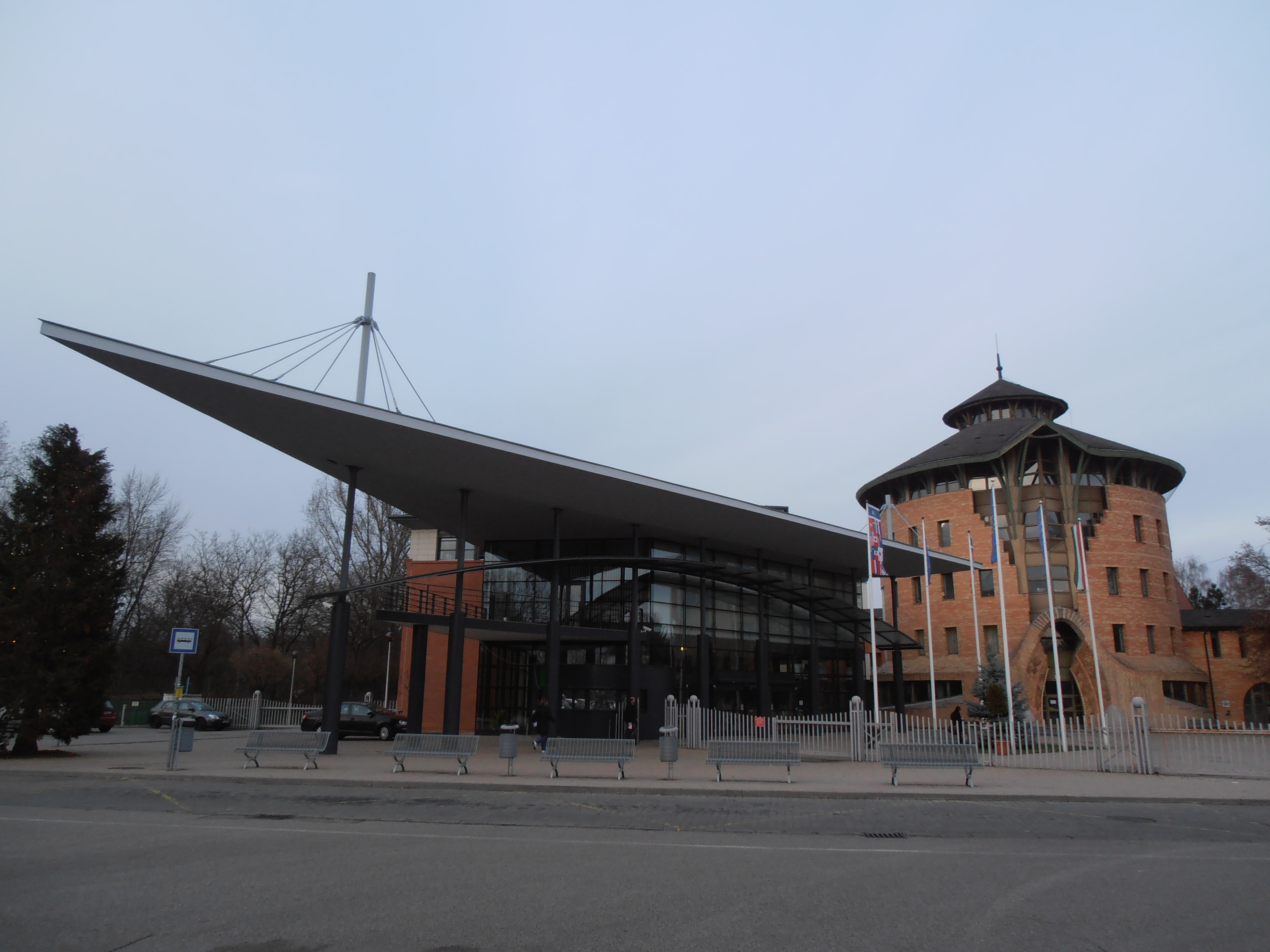
دانشگاه کاپشوار
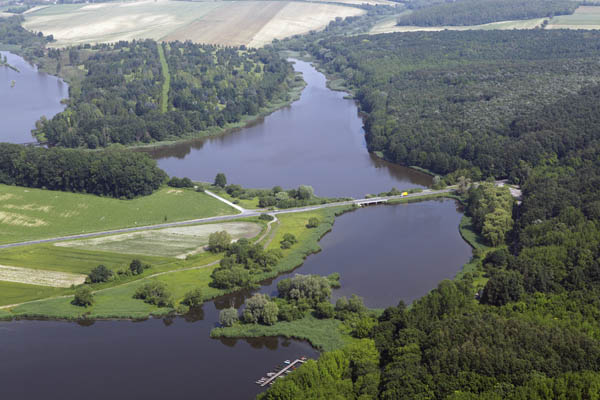
دریاچهٔ دِشِدا